# Las niñas

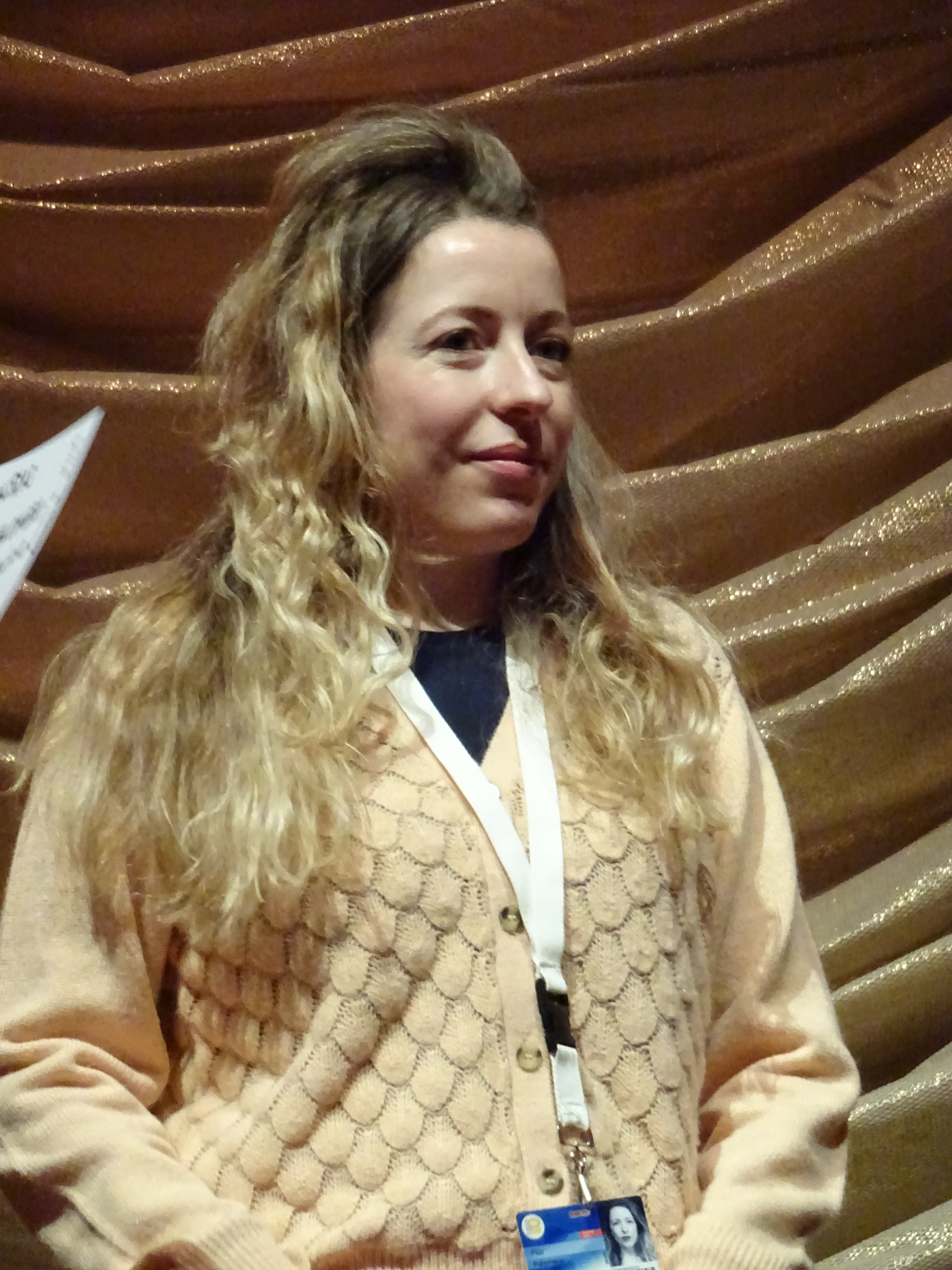
Die Regisseurin Pilar Palomero, Februar 2020

Las niñas (deutscher Titel Mädchen, englischer Festivaltitel Schoolgirls) ist ein Spielfilm für Kinder ab 11 Jahre unter der Regie von Pilar Palomero, von der auch das Drehbuch stammt. Der Debütfilm feierte am 23. Februar 2020 auf der Berlinale Weltpremiere in der Sektion Generation Kplus.

## Inhalt
Der Film spielt 1992 im Spanien der Olympischen Sommerspiele 1992 in Barcelona und der Expo 92 in Sevilla.
Die 11-jährige Celia lebt mit ihrer Mutter in Saragossa und geht auf eine von katholischen Nonnen geleitete Mädchenschule. Sie wird zunächst als folgsame Schülerin und Tochter gezeichnet: Als die Musiklehrerin sie bei einer Chorprobe nur die Lippen bewegen lässt, weil sie angeblich nicht singen könne, hält sie sich an die Anweisung. Den Nachmittag verbringt sie zu Hause mit Schularbeiten und der Vorbereitung des Abendessens.
Die 12-jährige Brisa aus Barcelona, die neu in Celias Klasse kommt, hat sich von der Kindheit schon viel stärker entfernt als Celia, was sich bereits an ihrer Kleidung und ihrer Vorliebe für angesagte Musikgruppen ablesen lässt. Die beiden Mädchen freunden sich an und schnell wird klar, dass Brisa die Autorität der Nonnen und der Religion generell in Frage stellt.
Das Thema Sexualität spielt eine wichtige Rolle im Film. Beiläufig wird gezeigt, dass Kondome zur Empfängnisverhütung und zum Schutz vor sexuell übertragbaren Krankheiten in der Öffentlichkeit auf Plakaten und im Fernsehen propagiert werden. Es wird auch die Gegenbewegung, die darin einen Anschlag auf die öffentliche Moral sieht, thematisiert. Der Umgang mit diesem Thema bei den Erwachsenen in Celias Umfeld ist nicht offen: Der Mathematiklehrerin ist das Plakat peinlich, im Sexualkundeunterricht wird ein Text zur katholischen Sexualmoral als Dogma ins Heft diktiert. Die Mädchen weichen in die Heimlichkeit aus. So lesen sie zum Beispiel Jugendzeitschriften, in denen Ratschläge zum Flirten gegeben werden. Celias Freundin Cris, die sich von der Kindheit schon deutlich weiter entfernt hat als Celia, holt die Kondome ihrer geschiedenen Mutter aus dem Versteck in einer Kommode, und die Mädchen  erforschen kichernd das, was in ihrem Umfeld tabuisiert wird. Eine an der Schule kursierende moderne Sage, die anonymen Sex als Mordversuch durch AIDS darstellt, wird von Brisa als solche entlarvt, doch Cris hält das Erzählte weiterhin für eine Tatsache.
Durch einen Anruf von Celias Tante wird klar, dass Celias Großvater mütterlicherseits ernsthaft erkrankt ist. Auch über dieses Thema spricht das Mädchen mit seiner Mutter nicht, Celia wird ins Bett geschickt.
Am Beispiel von Brisa, deren Eltern bei einem Verkehrsunfall ums Leben kamen, und Celia, deren Mutter alleinerziehend ist, wird deutlich, dass Andersartigkeit zu Mobbing und Ausschluss aus der Gruppe führt. Während Celia den Tränen nahe ist, kann Brisa rational reagieren und sich zur Wehr setzen. Dadurch ist sie den anderen Mädchen weniger ausgeliefert. Celia und Brisa bringt diese Gemeinsamkeit näher zusammen. 
In mehreren Szenen wird gezeigt, wie das gute Verhältnis von Celia und ihrer Mutter auf die Probe gestellt wird. Die Mutter geht auf ihre Tochter an der Schwelle zur Pubertät nicht ein, sondern behandelt sie immer noch als Kind. Celia bewundert Brisa. Sie möchte ihren Kleidungsstil nachahmen, doch ihre Mutter hat nicht die finanziellen Mittel dazu. Selbst als Celia sie bittet, ihr ein kurzes Top oder einen BH zu kaufen, vertröstet die Mutter sie auf den nächsten Monat und bringt sie dadurch in eine sehr peinliche Situation vor der Klasse und der Mathematiklehrerin anlässlich einer Schuluntersuchung. Als Celia, die durch Brisas Anstoß nun die vermeintlichen Gewissheiten und die Normen der katholischen Religion nicht mehr kritiklos hinnimmt, ihrer Mutter eine Frage dazu stellt, weicht diese aus, und ihre Tochter findet in ihr keine adäquate Gesprächspartnerin.
Cris‘ ältere Schwester Clara und deren Freundinnen verschaffen Celia und Brisa Zugang zu einer neuen Welt: Sie hören Musik  mit leicht antiklerikalen, aufmüpfigen Texten, schminken sich, experimentieren mit Zigaretten und machen Trinkspiele mit hartem Alkohol. Heimlich besuchen sie einen Club, erleben dort den plumpen Annäherungsversuch eines Jungen und machen nacheinander mit Cris‘ Cousin auf seinem Motorrad kleine Spritztouren in die Umgebung. Doch Celia wird dabei gesehen, ihre Lehrerin ruft die Mutter an, und diese macht ihrer Tochter große Vorwürfe und weist deren Versöhnungsversuche lange zurück. Auch in der Schule muss Celia für ihre Experimentierfreude büßen: Ihre Mathematiklehrerin beschämt sie vor der Klasse.
Das Verhältnis von Mutter und Tochter hat einen Riss bekommen, Celias Mutter ist stark verunsichert. Celia erfüllt die Erwartungen ihrer Mutter nicht mehr – sie bereitet das Abendessen nicht mehr vor und nimmt die Antworten ihrer Mutter auf ihre drängenden Fragen nach ihrem Vater nicht mehr hin. Vielmehr sucht sie nach dem Familienbuch, in dem bis 2011 in Spanien Heiraten, Geburten, Taufen und sonstige wesentliche Ereignisse im Menschenleben eingetragen wurden, und findet darin den Beweis, dass ihre Mutter sie von Anfang an belogen hat und nie verheiratet war.
Für Celia sind die katholische Sexualmoral und die Autorität der Kirche nun nicht mehr gottgegeben: Sie macht sich Gedanken darüber, warum es als Sünde gelte, außerhalb einer Ehe ein Kind zu bekommen, und stellt die Frage bei einer Beichte. Als sich eine Gelegenheit bietet, schleicht sie sich mit Brisa ins Zimmer einer Nonne und in das Fernsehzimmer des Klosters: Sie bricht Tabus, obwohl sie weiß, dass sie dafür bestraft werden wird. Sie zeigt auch keine Reue: Als sie allein in ein Zimmer gesperrt wird und dort eine Hostie findet, isst sie sie. Die Nonnen bestellen Celias Mutter in die Schule, beschämen Celia vor ihrer Mutter und versuchen, ihre eigene Autorität wiederherzustellen. Celias Mutter ist offensichtlich auf der Seite der Nonnen und zeigt keinerlei Verständnis für das Mädchen, denn sie ohrfeigt ihre Tochter vor den Nonnen und nimmt sie mit nach Hause. Celias Vertrauen in ihre Lehrerinnen und ihre Mutter ist sichtlich erschüttert.
Zentral wird in der Schlussphase noch einmal das Thema Herkunft und Identität. Ein Anruf von Celias Tante bringt die Nachricht vom Tod von Celias Großvater. Celias Mutter weint. Celia will zur Familie der Mutter mitfahren. Die Mutter lehnt das zunächst ab, weckt sie aber am nächsten Morgen doch, um sie mitzunehmen. Dort lernt das Mädchen zwar seine Tante Paloma kennen, die ihm sehr zugewandt ist, aber auch ihre Großmutter, die zunächst sehr abweisend und später immer noch kühl auf sie reagiert. Die Urgroßmutter ist in ihr Rosenkranzgebet versunken und nimmt Celia nicht zur Kenntnis. Mit ihrer Mutter geht Celia dann zum Grab des Großvaters. Die Mutter beginnt ein Vaterunser, Celia betet mit.
Nach der Rückkehr nach Zaragoza findet eine Annäherung von Mutter und Tochter statt. Die letzte Szene ist thematisch mit der ersten verbunden. Das dort geübte Lied wird nun einem Publikum vorgeführt. Auch Celias Mutter ist gekommen, worüber Celia sich sehr freut. Celia bewegt zunächst, wie von der Musiklehrerin angeordnet, nur die Lippen, gewinnt dann jedoch Vertrauen zu ihrer Stimme und singt erst leise, dann immer lauter und durchaus richtig mit. Wie an ihrem Lachen zu sehen ist, macht sie das stolz und froh. 

## Hintergrund
Pilar Palomero führte Regie.
Von ihr stammt auch das Drehbuch. Kamerafrau war Daniela Cajias, gefilmt wurde in Saragossa, Aragonien und in Lleida, Katalonien. Da der Film 1992 spielt, mussten die in Saragossa ausgewählten Drehorte wie das Instituto Miguel Servet, der Parque Grande José Antonio Labordeta oder der Paseo de Ruiseñores im Film ihr damaliges Aussehen haben.
Für den Filmschnitt war Sofi Escudé verantwortlich.
Im Film sind unter anderem Andrea Fandos, Natalia de Molina, Zoé Arnao, Julia Sierra und Francesca Piñón zu sehen. Produziert wurde der Film von Valérie Delpierre und Alex Lafuente. Abgesehen von Andrea Fandos und Natalia de Molina sind alle Schauspielerinnen aus Aragonien, und viele von ihnen verkörpern hier zum ersten Mal eine Rolle in einem Film.
Mit Valérie Delpierre von der Produktionsfirma Inicia Films hatte die Regisseurin bereits bei ihrem Kurzfilm La noche de todas las cosas zusammengearbeitet.
Auch BTEAM Prods und Las Niñas Majicas A.I.E. waren an der Produktion beteiligt.  Der spanische Streaminganbieter Movistar + und die Fernsehgesellschaften von Aragonien und Katalonien waren ebenso beteiligt wie RTVE, die öffentlich-rechtliche Rundfunkgesellschaft Spaniens mit Sitz in Madrid. Unterstützung kam unter anderem von der Regierung von Aragonien, dem katalanischen Kulturinstitut ICEC(Instituto Catalán de las Empresas Culturales) und dem Institut für Kino und audiovisuelle Kunst ICAA (Instituto de la Cinematografía y de las Artes Audiovisuales).  Den nationalen Verleih übernahm BTeam Pictures, den internationalen Verleih Film Factory Entertainment. Es wurde mit einem Budget von 1 200 000 Euro kalkuliert.
Die Dreharbeiten begannen im Juli 2019. Sie endeten nach sechs Wochen, Mitte August 2019.
Der Debütfilm hatte im Februar 2020 auf der Berlinale Weltpremiere in der Sektion Generation Kplus.
Der Filmstart in Spanien erfolgte am 4. September 2020.

## Analyse

### Visueller Stil und Bildsprache
Mehrmals ist im Film ein großes Plakat, das vor der Schule angebracht ist, zu sehen. Darauf hat das Gesundheitsministerium offensichtlich Warnungen vor ungeschütztem Geschlechtsverkehr abgedruckt, es sind Gefahren wie Hepatitis, AIDS und Syphilis genannt. Unter Franco wäre ein so vermeintlich offener Umgang mit der Sexualität nicht möglich gewesen, sodass dieses Plakat ein Hinweis auf die erzählte Zeit ist. In einer Szene kommt eine Nonne aus der Schule, während die Mädchen beim Plakat stehen; sie spricht sie kurz an und nimmt sich dann ein Taxi. Die Mädchen kichern und äußern, der Nonne sei der Inhalt des Plakats wohl unangenehm gewesen. Von einem offenen Umgang mit Sexualität zeugt dies nicht.

### Themen und Motive
Die Regisseurin sieht in dem Film ein Porträt des zugleich konservativen und modernen Spanien der 1990er Jahre aus weiblicher Sicht. Er zeige die Widersprüche des Aufwachsens in einer Umgebung, die nach Öffnung strebe, aber antiquierte Werte besitze. Las Niñas ist das Porträt der gegenwärtigen Frauengeneration vor dem Hintergrund der Vergangenheit: Es wird deutlich, welche Erziehung diese Frauen in den 1990er Jahren in Spanien genossen haben. Der Mensch wird als komplexes Wesen gezeigt, das dem prägenden Einfluss seiner Lebensumstände und vor allem dem der wichtigsten Bezugspersonen unterliegt: Lehrerinnen, Eltern, Freundinnen.
So werden die wichtigen Themen Erziehung, Kindheit und Familie ebenso angesprochen wie die Rolle der Frau in der Gesellschaft und die schwierige Suche nach dem eigenen Ich.
Die Figur Celia trägt autobiografische Züge der Regisseurin. Ihr sei eines Tages klar geworden, dass ihre eigene Erziehung in der Familie, der katholischen Schule und der ganzen Gesellschaft stark von der Machokultur bestimmt war. Die 1990er Jahre seien ihr damals sehr offen und modern erschienen, der Film aber zeige einen anderen Blick auf diese Zeit. Celias Mutter wolle zwar das Beste für ihre Tochter, gebe ihr aber nicht das, was sie brauche.

## Auszeichnungen
Der Film wurde für die Berlinale 2020 für den Preis Bester Erstlingsfilm der GWFF nominiert. Außerdem wurde er in neun Kategorien im Rahmen des Goya 2021 nominiert, unter anderem als Bester Film. Der Film erhielt vier Goya-Filmpreise, darunter den Hauptpreis als bester Film und den Preis für das beste Drehbuch. Palomero wurde als beste Nachwuchsregisseurin geehrt und Kamerafrau Daniela Cajias erhielt den Preis für die beste Kameraführung.